# Флойд Мейвезер — Мэнни Пакьяо
Флойд Мейвезер против Мэнни Пакьяо — боксёрский PPV поединок в полусреднем весе, на кону которого стояли титулы WBA super, WBC, WBO, журнала Ring, и звание лучшего боксёра вне зависимости от весовой категории. Бой состоялся 2 мая 2015 года в Лас-Вегасе на арене MGM Grand и завершился единогласной победой Флойда Мейвезера младшего.

## Предыстория
6 июня 2008 года, Флойд Мейвезер через шесть месяцев после победы над Рикки Хаттоном, объявил о своем уходе из бокса. К этому моменту Мейвезер занимал первое место в рейтинге лучших боксёров вне зависимости от весовой категории, Пакьяо занимал второе. Пока Мейвезер не боксировал, Пакьяо заработал статус суперзвезды.
В 2009 году Пакьяо и Мейвезер встретились с бывшими соперниками друг друга, и более уверенно их победили. Мейвезер уверенно победил Хуана Мануэля Маркеса, с которым у Пакьяо были тяжёлые бои, а Пакьяо нокаутировал Рикки Хаттона быстрее, чем это в своё время сделал Мейвезер. После этих поединков многие обозреватели и любители бокса уже начали обсуждать возможный поединок Мейвезера и Пакьяо.

### Первые переговоры
5 декабря 2009 года, ESPN сообщил, что Пакьяо подписал контракт на бой с Мейвезером. Но 13 марта 2010 года, вскоре после этого, Пакьяо опроверг эту информацию, сообщив что есть ещё много несогласованных пунктов в контракте. Вариант первого контракта, предлагал распределение гонорара 50 на 50, поединок был бы на HBO Pay-per-view по цене $ 59,95. Также было предусмотрено расширенное допинг тестирование организацией USADA
22 декабря 2009 года сторона Пакьяо заявила об отказе прохождения допинг-тестирования этой организацией, и переговоры сорвались.

### Вторые переговоры
13 мая 2010 года, Боб Арум заявил, что он зарезервировал дату 13 ноября в качестве следующего боя Пакьяо, возможным соперником назвали Мейвезера. Как и в первом случае, сложности возникли из-за разногласий с допинг-тестированием.
Ожидаемость поединка даже в те годы была настолько велика, что провалившиеся переговоры получили награду «Событие года» по версии журнала «Ринг».

### Продолжение переговоров
2 сентября 2010 года, в сеть вытекло видео с резкими расистскими заявлениями Флойда Мейвезера в адрес Мэнни Пакьяо. На следующий день Мейвезер извинился за этот поступок.
8 июля 2011 года, ESPN сообщил, что Пакьяо согласится на случайные тестирования, но не американским антидопинговым комитетом (USADA). Но позже сторона Пакьяо заявила, что Пакьяо будет сдавать тест не позже чем за 5 дней до боя, и отказывается проходить его в день поединка.
ESPN, 20 января 2012 года сообщил, что Мейвезер позвонил Пакьяо по телефону и предложил ему фиксированный гонорар в размере 40 миллионов долларов, без права на процент от платных трансляций. Пакьяо отказался от этих условий, и предложил 55 на 45 в пользу Мейвезера.
Пакьяо появился на программе ESPN, 20 сентября 2012 года, и сказал, что согласился на все условия. И не было никаких проблем с допинг-тестированием, и он готов был пройти тест даже в день боя.
20 декабря 2012 года Мейвезер заявил, что боя с Пакьяо никогда не будет, до тех пор пока Пакьяо сотрудничает с Бобом Арумом.

### Состоявшиеся переговоры
12 декабря 2014 года, Мейвезер предложил 2 мая 2015 бой с Пакьяо, но неохотно это заявил, ссылаясь на недавние поражения Пакьяо от Брэдли и Маркеса.
27 января 2014 года, Мейвезер и Пакьяо, наконец, впервые встретились друг с другом лицом к лицу. Произошло это во время баскетбольной игры НБА между Майами Хит и командой Милуоки Бакс в Майами. Пакьяо сказал, что они обменялись телефонами и будут общаться друг с другом. Советник Пакьяо Майкл Конц заявил, что оба боксёра позже встретились в отеле и лично обсудили детали переговоров.
30 января 2014 года, Контракт был согласован и Пакьяо согласился со всеми условиями.
20 февраля 2015 года, Мейвезер заявил, что поединок официально подтверждён и состоится 2 мая 2015 года в Лас-Вегасе.

## Особенности контракта
- Расширенное допинг-тестирование Американским агентством USADA
- Трансляция боя во второй раз в истории будет организована каналами HBO и Showtime совместно
- Стоимость покупки PPV на этот бой планируется в размере 90 долларов за трансляцию в обычном качестве и 100 долларов за HD-качество
- Стоимость билетов от 1 500 до 7 500 долларов
- Разделение гонорара будет в пропорции 60 на 40 в пользу Мейвезера
- Ринг-анонсерами станут Майкл Баффер и Джимми Леннон-младший[англ.]
- Вопрос выбора перчаток остался на добровольной основе. Мейвезер в Grant, а Пакьяо в Cleto Reyes
- Помимо главного боя в рамки основной PPV-трансляции войдет еще два поединка. Один из этих боев организует компания Top Rank, а другой Mayweather Promotions
- Поединок пройдет в рамках полусреднего веса (147 фунтов; 66,7 кг). На кону боя будут стоять сразу три титула чемпиона мира — WBA (Super) и WBC, принадлежащие Мейвезеру, и титул WBO, принадлежащий Пакьяо.[4][5]

## Перед боем
Сразу после подписания контракта букмекерская компания Sportingbet отдала преимущество Мейвезеру, ставки на которого принимались из расчёта 1,30. В то же время коэффициент на победу Пакьяо составил 3,5. Ближе к самому поединку, ставки изменились и стали приниматься из расчёта 1,45 за Мейвезера, и 2,75 за Пакьяо.
11 марта 2015 года состоялась первая пресс-конференция Мейвезера и Пакьяо. В зале присутствовали только журналисты, и были выданы рекордные (более 700) аккредитаций для СМИ.
Организация WBC изготовила специальный пояс для победителя этого поединка. Пояс украшен сотнями изумрудов и золотом, и оценивается в 1 млн $.
Рекламные ролики были распределены телеканалами Showtime и HBO по одному часу эфирного времени на раскрутку своих боксёров. Showtime разбила выпуски на четыре коротких ролика (3 до боя и 1 после), а HBO решило выпустить один часовой ролик. 18 апреля телеканалом Showtime был выпущен первый двадцатиминутный документальный фильм «Взгляд изнутри: Мейвезер — Пакьяо», посвящённый раскрутке боя. Первый ролик описывал достижения Флойда Мейвезера. 20 апреля вышел часовой ролик «At Last», выпущенный телеканалом HBO. Ролик содержал достижения Пакьяо и историю состоявшихся переговоров поединка. 25 апреля вышел второй ролик телеканала Showtime «Взгляд изнутри». 25 апреля телеканалом HBO была выпущена передача «Мейвезер — Пакьяо: Разговор легенд». 29 апреля состоялся третий ролик телеканала Showtime «Взгляд изнутри».
1 мая состоялась официальная процедура взвешивания. Боксерам нужно было уложиться в 147 фунтов (66,7 кг). Мейвезер показал на весах 146 фунтов (66,2 кг), Пакьяо — 145 фунтов (65,8 кг).
Сразу после взвешивания команда Мейвезера подала протест на использование перчаток Cleto Reyes, которые изначально были согласованны в контракте. Переговоры длились около пяти часов, и в итоге сторона Пакьяо сумела отстоять право на ранее согласованные перчатки для филиппинского боксёра.
|                  | | |
| Соперник         | Флойд Мейвезер — Мэнни Пакьяо                                                                      | Флойд Мейвезер — Мэнни Пакьяо                                                                      |
| Место проведения | MGM Grand, Лас-Вегас, Невада, США                                                                  | MGM Grand, Лас-Вегас, Невада, США                                                                  |
| Результат        | Победа Мейвезера единогласным решением судей                                                       | Победа Мейвезера единогласным решением судей                                                       |
| Статус           | Чемпионский бой за титулы WBA super, WBC, WBO, Ring в полусреднем весе                             | Чемпионский бой за титулы WBA super, WBC, WBO, Ring в полусреднем весе                             |
| Рефери           | Кенни Бэйлис                                                                                       | Кенни Бэйлис                                                                                       |
| Счёт судей       | Барт А. Клементс: 116:112; Дейв Моретти: 118:110; Гленн Фельдман: 116:112 (Все в пользу Мейвезера) | Барт А. Клементс: 116:112; Дейв Моретти: 118:110; Гленн Фельдман: 116:112 (Все в пользу Мейвезера) |
| Трансляция       | HBO & Showtime                                                                                     | HBO & Showtime                                                                                     |
| Промоутер        | Mayweather Promotions, Top Rank                                                                    | Mayweather Promotions, Top Rank                                                                    |
|                  | Мейвезер                                                                                           | Пакьяо                                                                                             |
| Вес              | 146 фунтов (66,2 кг)                                                                               | 145 фунтов (65,7 кг)                                                                               |
| Результаты боёв  | до боя: 47(26КО) — 0 после боя:48(26КО) — 0                                                        | до боя: 57(38КО) — 5(3КО) — 2 после боя:57(38КО) — 6(3КО) — 2                                      |
| Гонорар          | 300 000 000 $                                                                                      | 180 000 000 $                                                                                      |

.

### Статистика раундов
| Судья         | Боксёр   | 1  | 2  | 3  | 4  | 5  | 6  | 7  | 8  | 9  | 10 | 11 | 12 | Всего |
| ------------- | -------- | -- | -- | -- | -- | -- | -- | -- | -- | -- | -- | -- | -- | ----- |
| Burt Clements | Мейвезер | 10 | 10 | 10 | 9  | 10 | 9  | 10 | 10 | 9  | 9  | 10 | 10 | 116   |
| Burt Clements | Пакьяо   | 9  | 9  | 9  | 10 | 9  | 10 | 9  | 9  | 10 | 10 | 9  | 9  | 112   |
| Glenn Feldman | Мейвезер | 10 | 10 | 10 | 9  | 10 | 9  | 10 | 10 | 9  | 9  | 10 | 10 | 116   |
| Glenn Feldman | Пакьяо   | 9  | 9  | 9  | 10 | 9  | 10 | 9  | 9  | 10 | 10 | 9  | 9  | 112   |
| Dave Moretti  | Мейвезер | 10 | 10 | 10 | 9  | 10 | 9  | 10 | 10 | 10 | 10 | 10 | 10 | 118   |
| Dave Moretti  | Пакьяо   | 9  | 9  | 9  | 10 | 9  | 10 | 9  | 9  | 9  | 9  | 9  | 9  | 110   |

### Статистика ударов

#### Ударов всего
| Боксёр   | Раунд           | 1    | 2     | 3     | 4     | 5     | 6     | 7     | 8     | 9     | 10    | 11    | 12   | Всего   |
| -------- | --------------- | ---- | ----- | ----- | ----- | ----- | ----- | ----- | ----- | ----- | ----- | ----- | ---- | ------- |
| Мейвезер | Попаданий/всего | 8/36 | 11/32 | 15/27 | 7/31  | 11/37 | 21/38 | 15/41 | 15/43 | 11/35 | 9/32  | 17/45 | 8/38 | 148/435 |
|          | Процент         | 22%  | 34%   | 56%   | 23%   | 30%   | 55%   | 37%   | 35%   | 31%   | 28%   | 38%   | 21%  | 34%     |
| Пакьяо   | Попаданий/всего | 3/29 | 6/44  | 5/35  | 12/50 | 3/17  | 14/52 | 6/30  | 5/27  | 6/40  | 11/39 | 6/37  | 4/29 | 81/429  |
|          | Процент         | 10%  | 14%   | 14%   | 24%   | 18%   | 27%   | 20%   | 19%   | 15%   | 28%   | 16%   | 14%  | 19%     |

#### Джебы
| Боксёр   | Раунд           | 1    | 2    | 3    | 4    | 5    | 6     | 7    | 8     | 9    | 10   | 11   | 12   | Всего  |
| -------- | --------------- | ---- | ---- | ---- | ---- | ---- | ----- | ---- | ----- | ---- | ---- | ---- | ---- | ------ |
| Мейвезер | Попаданий/всего | 5/28 | 5/14 | 4/12 | 3/22 | 5/23 | 13/22 | 9/31 | 10/32 | 2/18 | 3/19 | 6/24 | 2/19 | 67/267 |
|          | Процент         | 18%  | 36%  | 33%  | 14%  | 22%  | 52%   | 29%  | 31%   | 11%  | 16%  | 25%  | 11%  | 25%    |
| Пакьяо   | Попаданий/всего | 1/23 | 0/23 | 2/15 | 0/8  | 2/12 | 1/14  | 4/18 | 1/14  | 1/16 | 4/18 | 0/16 | 2/16 | 18/193 |
|          | Процент         | 4%   | 0%   | 13%  | 0%   | 17%  | 7%    | 22%  | 7%    | 6%   | 22%  | 0%   | 12%  | 9%     |

#### Силовые удары
| Боксёр   | Раунд           | 1   | 2    | 3     | 4     | 5    | 6     | 7    | 8    | 9    | 10   | 11    | 12   | Всего  |
| -------- | --------------- | --- | ---- | ----- | ----- | ---- | ----- | ---- | ---- | ---- | ---- | ----- | ---- | ------ |
| Мейвезер | Попаданий/всего | 3/8 | 6/18 | 11/15 | 4/9   | 6/14 | 8/13  | 6/10 | 5/11 | 9/17 | 6/13 | 11/21 | 6/19 | 81/168 |
|          | Процент         | 18% | 36%  | 33%   | 14%   | 22%  | 52%   | 29%  | 31%  | 11%  | 16%  | 25%   | 11%  | 48%    |
| Пакьяо   | Попаданий/всего | 2/6 | 6/21 | 3/20  | 12/42 | 1/5  | 13/38 | 2/12 | 4/13 | 5/24 | 7/21 | 6/21  | 2/13 | 63/236 |
|          | Процент         | 33% | 29%  | 15%   | 29%   | 20%  | 34%   | 17%  | 31%  | 21%  | 33%  | 29%   | 15%  | 27%    |

## Трансляция
| Страна           | Телеканал              |
| ---------------- | ---------------------- |
| Албания          | SuperSport             |
| Аргентина        | TV Pública             |
| Аргентина        | GOLDEN                 |
| Австралия        | Main Event             |
| Австрия          | Sky Select             |
| Бельгия          | BeTV Sport             |
| Бразилия         | SporTV                 |
| Бразилия         | ESPN Brasil            |
| Великобритания   | Sky Box Office         |
| Венгрия          | Sport 1                |
| Венесуэла        | TeleAragua             |
| Венесуэла        | GOLDEN                 |
| Германия         | Sky Select             |
| Гонконг          | Now TV                 |
| Дания            | Viaplay PPV            |
| Исландия         | Stöð 2 Sport           |
| Испания          | Taquilla PPV           |
| Индия            | Sony SIX               |
| Индонезия        | tvOne                  |
| Израиль          | Sport 1                |
| Италия           | Deejay TV              |
| Камбоджа         | CTN                    |
| Камбоджа         | CNC                    |
| Канада           | Shaw PPV               |
| Китай            | CCTV-5                 |
| Колумбия         | GOLDEN                 |
| Республика Корея | SBS                    |
| Республика Корея | SBS Sports             |
| Малайзия         | Astro Box Office Sport |
| Мексика          | Televisa               |
| Мексика          | Azteca                 |
| Никарагуа        | Canal 4                |
| Новая Зеландия   | Sky Arena              |
| Норвегия         | Viaplay PPV            |

| Страна      | Телеканал                            |
| ----------- | ------------------------------------ |
| ОАЭ         | OSN Movies Box Office 1              |
| Панама      | RPC-TV                               |
| Перу        | Latina                               |
| Польша      | TVP1                                 |
| Польша      | TVP Sport                            |
| Португалия  | Globo                                |
| Пуэрто-Рико | Claro TV PPV                         |
| Россия      | Первый канал                         |
| Румыния     | Pro TV                               |
| Румыния     | Dolce Sport                          |
| Сингапур    | SuperSports PPV                      |
| Словакия    | Sport 1                              |
| США         | Showtime PPV                         |
| США         | HBO PPV                              |
| США         | AFN (для военных по льготам)         |
| Таиланд     | Channel 7                            |
| Турция      | Kanaltürk                            |
| Украина     | 2+2                                  |
| Уругвай     | DirecTV                              |
| Фиджи       | Sky Pacific PPV                      |
| Филиппины   | Solar All Access (PPV/прямой эфир)   |
| Филиппины   | Solar Sports (Бесплатно/с задержкой) |
| Филиппины   | GMA Network (Бесплатно/с задержкой)  |
| Филиппины   | ABS-CBN (Бесплатно/с задержкой)      |
| Филиппины   | TV5 (Бесплатно/с задержкой)          |
| Финляндия   | Viaplay PPV                          |
| Франция     | Ma Chaîne Sport                      |
| Хорватия    | Nova TV                              |
| Чили        | TVN                                  |
| Чехия       | Sport 1                              |
| Швеция      | Viaplay PPV                          |
| Эквадор     | DirecTV                              |
| ЮАР         | SuperSport                           |
| Япония      | WOWOW Prime                          |

## После боя
На послематчевой и последующих пресс-конференциях, Пакьяо заявлял, что за 3 недели до боя у него произошёл разрыв одной из связок правого плечевого сустава. Было принято решение идти на бой под обезболивающим уколом, в котором непосредственно перед боем ему было отказано. За 1:18 до конца 4 раунда, Пакьяо почувствовал острую боль в плече во время серии ударов по стоявшему прижавшись к канатам в глухой защите Мейвезеру. После этого, Пакьяо потерял силу удара передней рукой. Например, за 0:47 до конца 11 раунда Пакьяо, вопреки логике, наносит по Мейвезеру в углу 3 удара левой подряд, от которых тот легко уходит корпусом. Пакьяо уверен, что Мейвезер знал о травме ещё до начала боя.
Через неделю после боя, 9 мая вышел четвёртый финальный документальный фильм канала Showtime «Взгляд изнутри», посвящённый итогам боя.
Сразу после боя Мейвезер заявил, что, скорее всего, откажется от чемпионских поясов. Впоследствии Флойд больше не комментировал это заявление, но 6 июля 2015 года WBO лишила Мейвезера своего чемпионского титула за то, что Мейвезер не заплатил взнос в размере $200 000 и владел чемпионскими титулами в первом среднем весе, что запрещено регламентом WBO.

## Счёт известных неофициальных обозревателей
- Брайн Кэмпбелл (телеканал ESPN): 117-111 Мейвезер
- Джон Шерва (газета Los Angeles Times): 114-114
- Тим Далберг (газета Associated Press): 115-113 Мейвезер
- Стив Харфурд (телеканал Showtime): 118-110 Мейвезер
- Майк Джеймс (газета Los Angeles Times): 115-113 Мейвезер
- Харольд Ледерман (телеканал HBO): 117-111 Мейвезер
- Джефф Повелл (интернет издание Daily Mail): 115-115
- Лэнс Пигмер (газета Los Angeles Times): 115-113 Мейвезер
- Дэн Рафаэль (телеканал ESPN): 116-112 Мейвезер
- Эрик Раскин (телеканал ESPN): 116-113 Мейвезер

## Финансовые подробности
- Из 16 800 билетов, в свободную продажу поступили только 1000. Цена их составила от $1500 до $7500. Билеты были проданы менее чем за одну минуту.
- Итоговые цены на билеты с учётом спекуляций перекупщиков  и аукционеров eBay составили от $4500 (последние ряды) до $141 500 (первый ряд). В 6-м ряду цена составила порядка $82 000.
- Гонорар рефери боя (Кенни Бейлиса) составил $25 000, что является мировым рекордом для данной работы. Гонорары всех трёх боковых судей так же были рекордными и составили по $20 000.
- Капа Флойда Мейвезера с алмазным напылением оценивается в $25 000.
- Официальный спонсор поединка, пиво Tecate, логотип которого был на покрытии ринга. Данное право компания выиграла на аукционе со ставкой в 5,6 млн $.
- До встречи друг с другом Мейвезер и Пакьяо и так были самыми высокооплачиваемыми боксёрами в боксе. Наиболее высокий гонорар Мейвезера был 75 млн $ (в бою с Альваресом, 2013 г., мировой рекорд). За предыдущий бой до Пакьяо, гонорар Мейвезера был 32 млн $ (за бой с Майданой (2-й бой), 2014 год). Наибольший гонорар Пакьяо составлял $30 млн (за бой с Маркесом (3-й бой), 2011 год). За предыдущий бой до Мейвезера, гонорар Пакьяо составлял $20 млн (за бой с Алджиери, 2014 г).
- Пакьяо получил за этот бой около 140 миллионов долларов, Мейвезер – 210 миллионов долларов.

## Рекорды
- Поединок собрал 4,6 млн покупок, что стало рекордным. (Предыдущий рекорд: 2,48 млн Оскар Де Ла Хойя — Флойд Мейвезер, 2007 г.)
- Прибыль от платных трансляций составила более $437 000 000. (Предыдущий рекорд 150 млн Флойд Мейвезер — Сауль Альварес, 2013 г.)[22]
- Прибыль от билетов составила $72,2 млн (предыдущий рекорд составлял $20 млн Флойд Мейвезер — Сауль Альварес, 2013 г.)
- Прибыль от рекламы составила рекордные более $12 млн
- Прибыль от зарубежных платных трансляций составила рекордные более 30 000 000 $.
- Гонорары обоих боксёров так же стали рекордными. Мейвезера — 510 млн, Пакьяо — 240 млн. (Предыдущий рекорды: Флойд Мейвезер за бой с Альваресом 2013 года, заработал около $70 млн, гонорар Оскара Де Ла Хойи за бой с Мейвезером 2007 года составил $53 млн).
- Общая прибыль от поединка составила более $550 000 000. (Предыдущий рекорд: около 180 млн Флойд Мейвезер — Сауль Альварес, 2013 г.)